# Stojko
Stojko je moško osebno ime.

## Izvor imena
Ime Stojko je različica moškega osebnega imena Stojan.

## Pogostost imena
Po podatkih Statističnega urada Republike Slovenije je bilo na dan 31. decembra 2007 v Sloveniji število moških oseb z imenom Stojko: 24.

## Osebni praznik
Osebe z imenom Stojko lahko godujejo takrat kot osebe z imenom Stojan.